# 대한제국의 기념장

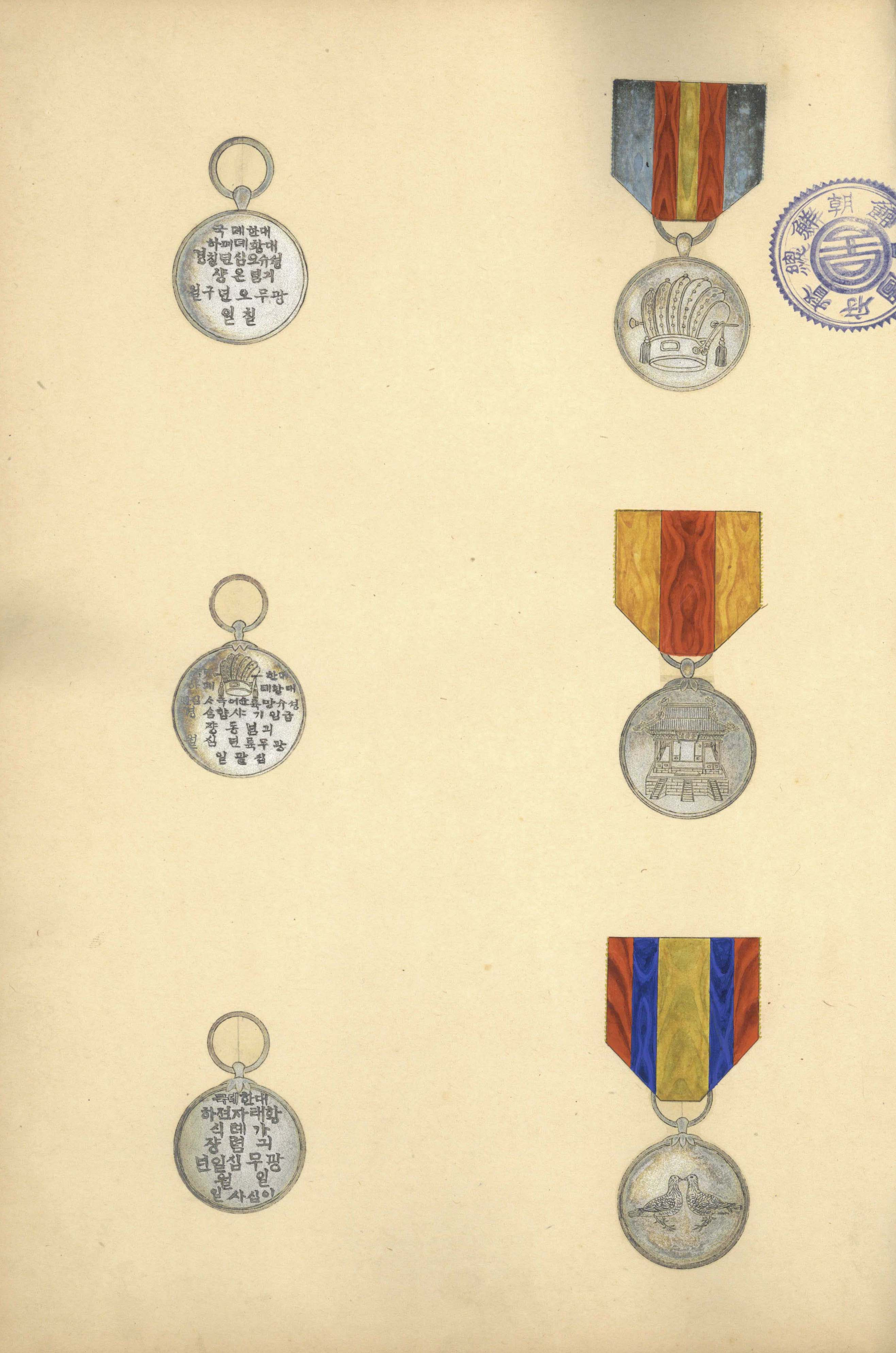
고종 성수 50주년 기념장(上)
고종 망육순·등극 40주년 기념장(中)
황태자 가례 기념장(下)

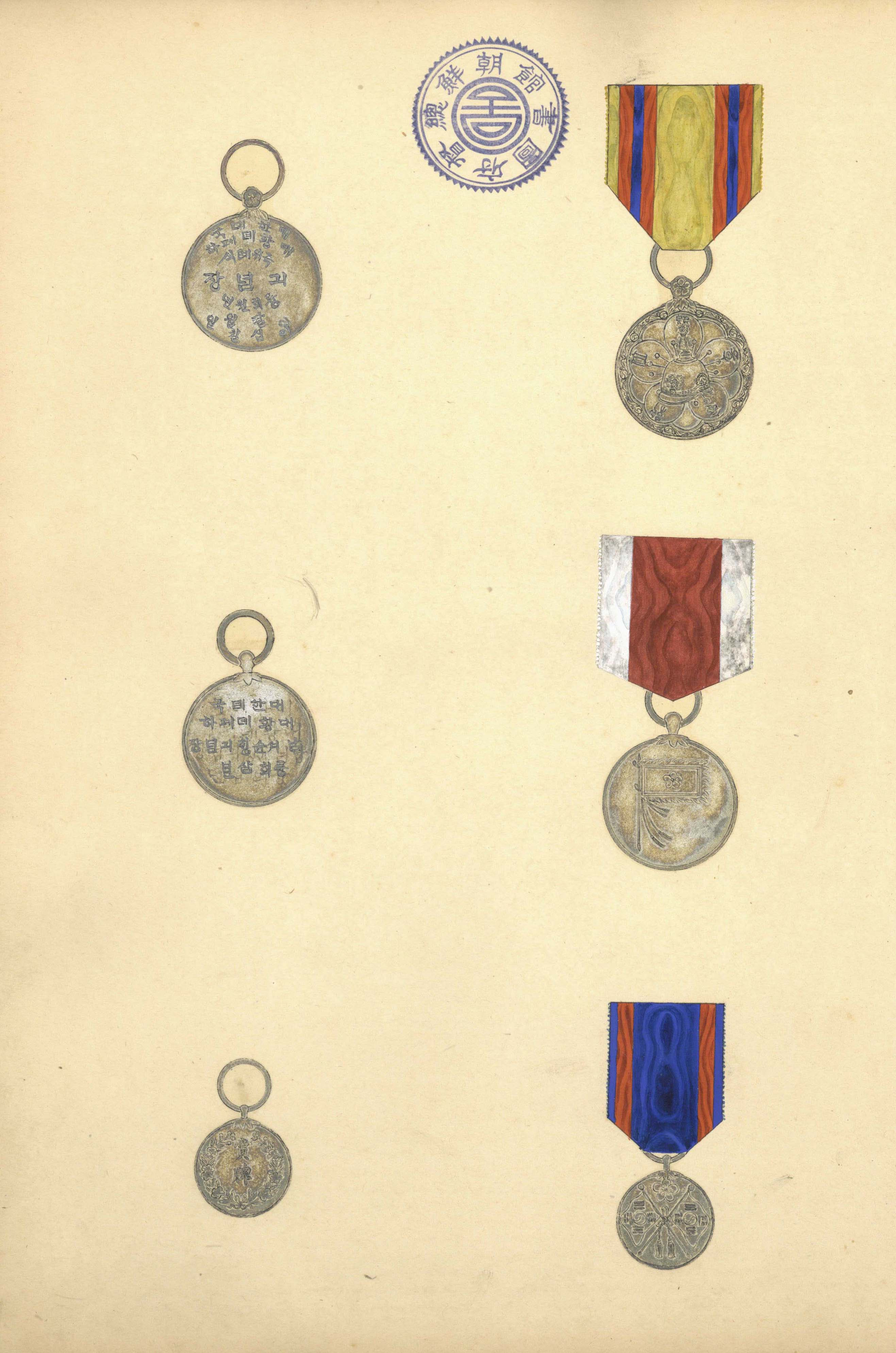
순종 즉위 기념장(上)
순종 남서순행 기념장(中)
상패(下)

대한제국의 기념장(大韓帝國의 記念章)은 국가적 행사, 업적, 날 등을 기념하기 위하여 대한제국 표훈원이 제작하여 참가자나 관계자를 대상으로 수여한 휘장을 말한다.

## 종류

### 고종 성수 50주년 기념장
1901년(광무 5년) 9월 7일에 고종의 탄신 50주년을 맞아 제작된 기념장이다. 재질은 은으로 앞면에는 원유관(遠遊冠)이 새겨져 있고, 뒷면에는 기념 문구가 표기되어 있다.

### 고종 망육순·등극 40주년 기념장
1902년(광무 6년) 3월 18일에 고종의 51세와 등극 40주년을 기념하기 위하여 제작된 기념장이다. 재질은 은으로 앞면에는 기로소의 전각인 영수각(靈壽閣)이 새겨져 있고, 뒷면에는 원유관과 기념 문구가 표기되어 있다.

### 황태자 가례 기념장
1907년(광무 11년) 1월 24일에 황태자(순종)와 해풍부원군 윤택영의 딸(순정효황후)과의 가례를 기념하기 위하여 제작한 기념장이다. 재질은 은과 동으로 앞면은 마주앉은 비둘기 한쌍이 새겨져 있고, 뒷면에는 기념 문구가 표기되어 있다.

### 순종 즉위 기념장
1907년(광무 11년) 8월 27일에 순종의 즉위를 기념하여 제작된 기념장이다. 재질은 은으로 앞면에는 꽃잎이 중첩된 이화문과 프로이센의 군모 피켈하우베(Pickelhaube)가 새겨져 있고, 꽃잎마다 ‘卽位記念章’이 전서체로 한 글자씩 새겨져 있으며, 뒷면에는 기념 문구가 표기되어 있다.

### 순종 남서순행 기념장
1909년(융희 3년)에 있었던 순종의 순행을 기념하여 제작된 기념장이다. 재질은 은으로 앞면에는 황제기가 새겨져 있고, 뒷면에는 기념 문구가 표기되어 있다.

## 참고 문헌
- 《고종실록》
- 《순종실록》
- 이강칠 (1999), 《대한제국시대 훈장제도》, 백산출판사. ISBN 9788977392595